# 12208 Jacobenglander
A 12208 Jacobenglander (ideiglenes jelöléssel (12208) 1981 EF35) a Naprendszer kisbolygóövében található aszteroida. Schelte J. Bus fedezte fel 1981. március 2-án.

## Kapcsolódó szócikk
- Kisbolygók listája (12001–12500)